# Zénith du Port
Le Zénith du Port (ou Zénith de La Réunion) est un projet de salle de spectacle sur la commune du Port, à La Réunion. Faisant suite à un premier projet à Saint-Denis, il est définitivement abandonné en 2014.

## Historique

### Premier projet à Saint-Denis
Destinée à être livrée en 2008, cette salle située à Saint-Denis est conçue pour être modulable, afin d'éviter que trop de sièges vides restent apparents dans le cas où l'ensemble des places n'auraient pas été vendues. Prévue pour accueillir 6 000 spectateurs dans sa plus grande configuration, 3 800 étant alors assis en gradins et 2 200 debout sur le parterre (aux dimensions comparables à celles d'un terrain de handball), elle répond au cahier des charges lui permettant d'obtenir l'appellation de Zénith.
Le permis de construire est déposé le 19 août 2005 et délivré le 19 avril 2006. L'appel d'offres est lancé peu après. La maîtrise d'œuvre de ce premier projet était assurée par l'atelier d'architecture Chaix & Morel et associés. La pose de la première pierre a lieu le 14 février 2008.
Néanmoins, la majorité issue des élections municipales de 2008 décide d'arrêter le projet, des études restées confidentielles jusqu'alors montrant que ce projet constituait un gouffre financier. L'espace boisé et l'unique terrain de football du quartier populaire de Primat avaient été rasés en prévision du chantier.

### Relance du projet au Port puis abandon
Le conseil municipal du Port valide en août 2009 la construction dans la commune, à côté du Kabardock, d'un Zénith de 4 000 places assises et 10 000 places extérieures, pour un coût estimé entre 27 et 29 millions d'euros. Un concours d'architecture est lancé en 2010 et trois agences d'architectes sont sélectionnées : l'agence Chaix et Morel, Maximiliano Fuksas et l'agence Blond et Roux. Cette dernière remporte le concours.
Le Zénith du Port aurait dû être le premier Zénith d'outre-mer et le dix-huitième Zénith de France. De nouveau contesté lors de la campagne des élections municipales, le projet est définitivement abandonné en mai 2014, alors que la livraison était attendue pour le dernier trimestre de la même année.